# Спостережна свердловина
Свердловина спостережна (рос. скважина наблюдательная; англ. observation well; нім. Beobachtungssonde f) — термін у гідрогеології, нафтовій та газовій промисловості.
- 1) У гідрології — гідрогеологічна свердловина, призначена для спостереження за режимом підземних вод. Споруджують з метою вивчення змін рівня, температури і хімічного складу ґрунтових і напірних вод, визначення впливу інженерної діяльності на підземні води, виявлення взаємозв'язку різних водоносних горизонтів, а також підземних вод з поверхневими і т. д. Спостережні свердловини (С.с.) розміщують таким чином, щоб якнайповніше охарактеризувати територію, яка вивчається, процес або явище, які спостерігаються, а також забезпечити можливість екстраполяції та інтерполяції спостережень у часі та просторі і надійність результатів розрахунків та прогнозних оцінок. Глибина С.с. змінюється від декількох метрів до тисячі метрів. Їх конструкція залежить від параметрів, які вивчаються, спеціального обладнання, яке використовується, кількості і глибини залягання водоносних горизонтів. Верхні горизонти ізолюють від пластів, які спостерігаються, трубами і цементними пробками. Мінімальний діаметр (89–109 мм) дає змогу обладнати С.с. необхідними приладами, а також проводити її очищення і прокачування при засміченні. При вивченні декількох водоносних горизонтів на одній площі звичайно пробурюється один кущ С.с. Склад і об'єм спостережень обумовлюються конкретними завданнями, залежно від яких створюється постійна або тимчасова, регіональна або місцева сітки свердловин. При проведенні гірничих робіт застосування сітки С.с. дає змогу визначити характеристики підземних вод, положення їх рівнів по відношенню до гірничих виробок і величини напору води на покрівлю і ґрунт виробок в будь-який заданий момент часу, а також оцінювати ступінь виснаження і забруднення поверхневих і підземних вод при водозниженні, прогнозувати прояви можливих гідродинамічних явищ у виробках, умов у районі проведення робіт.

- 2) У нафтовій промисловості —  свердловина, пробурена в межах покладу, звичайно з неперфорованою колоною, рідше необсаджена або обсаджена неметалевими трубами в інтервалі випробовування, призначена для періодичного контролю нейтронними методами за зміною положення водонафтового контакту, за переміщенням закачуваної води або іншого робочого аґента, за зміною нафтогазонасиченості пластів.
- 3) У газовій промисловості —  свердловина, яка розкриває горизонт в межах газонасиченої частини, але протягом тривалого часу не експлуатується і служить для точних вимірювань тиску і спостереження за просуванням контакту газ-вода (або газ-нафта і нафта-вода при наявності нафтової облямівки).